# Вергун Олена Вікторівна
Олена Вікторівна Вергун (Свиридова) (нар. 20 травня 1970, Київ) — українська та радянська професійна баскетболістка, гравчиня ветеранського клубу «Ледіс Легіон» (Україна), тренерка жіночої збірної України (U-18).

## Біографія
Баскетболом почала займатися ще в Радянському Союзі. Вихованка тренера Володимира Заморського. У складі збірної СРСР в 1989 році виграла юніорський чемпіонат Європи.
Виступала за київське «Динамо». 1995 року в складі збірної України виграла «золото» чемпіонату Європи. Але у фіналі не змогла зіграти в повну силу через травму. У 1996 році завершила професійну кар'єру через травму, однак у 2012 відновила її, зігравши в чемпіонаті України за команду «Регіна Баскет». У наступному сезоні була заявлена за «Таврійську Зірку», але провела всього 2 матчі.
З 2012 року грає за ветеранську команду «Ледіс Легіон», а також є другим тренером жіночої збірної України (U-18):

## Титули[3]
- Чемпіонка СРСР (1): 1991
- Чемпіонка СНД (1): 1992
- Володарка Кубка СРСР (1): 1987
- Багаторазова чемпіонка Спартакіад України
- Чемпіонка світу серед молоді (1): 1989
- Чемпіонка Європи серед кадеток (1): 1987
- Чемпіонка Європи серед юніорок (1): 1988
- Чемпіонка Європи (1): 1995
- Володарка Кубка Європи ім. Л. Ронкетті (1): 1988
- Срібна призерка Кубка європейських чемпіонів (1): 1992
- Бронзова призерка чемпіонату світу серед клубних команд (1): 1992